# جعفر الدرازي
جعفر الدرازي، رادود بحريني شيعي ولد في قرية الدراز الكائنة في البحرين. قدم مشاريع عديدة ساهمت بشكل كبير في تطوير طريقة اللطم الحسيني في البحرين.

## سيرته
جعفر أحمد عبد الله الدرازي هو ابنٌ لأهالي الدراز عاش وترعرع في أحياء قرية الدراز وأزِقتها مُنذُ عام 1966، متزوج ولديه من الأبناء خمسة، ليلى وصادق وسكينة وحسين وأحمد. ترعرع في أجواء دينية، فنشأ في أجواء الدعاء والمجالس الحسينية، والقرآن، والزيارات لمراقد الأئمة، وفي كل ليلة ثلاثاء يحيي مجلس على الإمام الحسين في الدراز وليلة الأربعاء يحيها في دعاء التوسل ومجلس على أم البنين في منزله وأيضا قراءة دعاء كميل في ليلة الجمعة.
بدأ مشوارة الحسيني في سنة 1980
عُرف في السعودية قبل البحرين بسبب إصداره عدد من الإصدارات التي كانت أهالي المنطقة الشرقية في مدينة سيهات متشوقة لإقتناها، وسُرعان ما انتشرت هذه الإصدارات في الوسط الشيعي وعُرف لدى المجتمع السعودي والمجتمع البحريني .. عرف مع بداية التسعينيات، وكان يعرف بالرادود الصغير لكونه من أوائل الراوديد الصغار الذي يُلقون في البحرين آنذاك، (يقول الدرازي: وفي الحادي عشر من محرم في عزاء قرية الدية إذا مر موكب الدراز أسمعهم وهم يشيرون إليّ بالبنان بأني هو أنا ذا الرادود الصغير.) عُرف من ذلك الحين وفي سنة 1981م تم إذاعة عدد من القصائد في إذاعة الجمهورية الإسلامية في إيران.

## الإصدارات[5]
ثلاثون إصدار مُرَقَّمون وتسع تجارب حُسينية غير مرقمة وهي من كلماته وألحانه...
```
أسماءإصداراته العزائية:
```

- الركب الحُسيني «مُشترك»
- القلوب الباكية
- الفاقدات
- حامل اللواء
- أبا تُراب «مُشترك»
- على العهد
- ضياع
- حلم الرجوع
- عهدا منا
- ستبقى كربلاء

إصداراته الفرائحية:
- أُمراء
- محمد
- بشاير
- تاج السعد
- أنت الذهب
- دعوة فرح
- الأيام الحلوة